# Bailey – Ein Hund kehrt zurück
Bailey – Ein Hund kehrt zurück (Originaltitel: A Dog’s Journey) ist ein US-amerikanischer Dramedy-Film von Gail Mancuso aus dem Jahr 2019. Der Film basiert auf dem gleichnamigen Roman von W. Bruce Cameron aus dem Jahr 2012 und ist die Fortsetzung des Films Bailey – Ein Freund fürs Leben, der 2017 veröffentlicht wurde. Der Film ist eine Koproduktion zwischen den Filmstudios Amblin Entertainment, Reliance Entertainment, Walden Media und Alibaba Pictures.

## Handlung
Der Film handelt von dem Hund Bailey, der durch Reinkarnation mehrere Hundeleben durchläuft. Am Ende des vorherigen Filmes war Bailey (als Bernhardiner-Australian-Shepherd-Mischling) wieder mit seinem langjährigen Besitzer Ethan vereint.
Er lebt glücklich mit Ethan, Ethans Frau Hannah, Gloria (der Witwe von Hannahs Sohn Henry) und ihrer 2-jährigen Tochter Clarity June, genannt „CJ“, auf ihrer Farm in Michigan. Gloria ist eine unaufmerksame Mutter, hasst Hunde, hat ein angespanntes Verhältnis zu ihren Schwiegereltern und den Wunsch, Sängerin zu werden. Um ihre Karriere zu verfolgen und nicht mehr mit ihren Schwiegereltern, denen sie misstraut, zusammenzuwohnen, zieht sie mit CJ aus. Einige Zeit später entdeckt Ethan einen Tumor in Baileys Magen. Bevor Bailey eingeschläfert wird, bittet Ethan ihn, sich um CJ zu kümmern, wenn er wiedergeboren ist.
Neun Jahre später wird der Beaglerüde Rocky von Trent, CJs bestem Freund adoptiert, die sich dazu entscheidet, seine Schwester Molly heimlich mitzunehmen. Bei Molly handelt sich um den wiedergeborenen Bailey. Molly leistet CJ in den folgenden Jahren Gesellschaft, während ihre Mutter Gloria ihren Pflichten nicht nachkommt und sie vernachlässigt.
Als Teenager beginnt CJ, sich mit Shane zu treffen, dem Molly misstraut und vor dem sie zu schützen versucht. Auf einer Party, die von der Polizei aufgelöst wurde, wird CJ wegen Alkoholkonsum zu gemeinnütziger Arbeit verurteilt. Bei dieser Arbeit erlernt Molly, Krebs in Menschen zu erkennen und anzuzeigen. CJ möchte nach diesem Vorfall auf der Party den Kontakt zu Shane beenden, der daraufhin handgreiflich wird und sie später mit dem Auto verfolgt. Beim Versuch, ihn abzuhängen, überschlägt sich ihr Auto und die ungesicherte Molly wird getötet.
Molly wird als männlicher Mastiff namens Big Dog reinkarniert und lebt beim Tankstellenbesitzer Big Joe in Pennsylvania. Eines Tages besucht CJ den Laden auf ihrem Weg nach New York City und wird von Big Dog liebevoll begrüßt. Er glaubt fälschlicherweise, dass CJ ihn wiedererkennt und ihn mitnehmen will, die den Laden aber ohne ihn verlässt.
Big Dog wird als männlicher Biewer Terrier namens Max wiedergeboren, der an einer Adoptionsveranstaltung in New York teilnimmt und wird von CJ adoptiert. Während CJ als Hundeausführerin arbeitet und den Hund eines Kunden zurückbringt, nimmt Max den vertrauten Geruch von Trent im Flur wahr und zieht sie zu seiner Tür. CJ und Trent finden wieder zueinander: CJ unterstützt ihn bei seiner Chemotherapie, da Max bei ihm Krebs im Frühstadium angezeigt hat, was er noch aus dem Leben als Molly wusste und Trent ermutigt sie, sich wieder mit ihrer Mutter Gloria zu treffen und unterstützt sie bei ihrer Musikkarriere. Von ihrer Mutter hält sie einige der von Ethan und Hannah gesendeten Sachen (Briefe von Henry, die er geschrieben hatte, als sie mit CJ schwanger war), die sie dazu inspirieren, sich an ihre Kindheit auf der Farm zu erinnern, mehr Lieder zu schreiben und ihr Lampenfieber zu überwinden
Trent ermutigt CJ, mit ihm und Max einen Ausflug zur Farm ihrer Großeltern zu machen, wo sie Ethan und Hannah zum ersten Mal seit ihrer Kindheit wiedersieht. Ethan erkennt Max als Bailey und erzählt CJ von der Reinkarnation des Hundes und beweist dies, indem er Max mit Ethan einen Trick vorführen lässt, den nur Bailey kennt. CJ erkennt, dass Bailey, Molly, Big Dog und Max alle derselbe Hund waren und rennt zu Trent, um es ihm zu sagen. CJ und Trent gestehen sich daraufhin ihre Liebe zueinander, küssen sich und loben Max/Bailey dafür, dass sie sie wieder zusammengebracht und beschützt haben.
CJ und Trent heiraten, und kurz nachdem CJ ihr erstes Musikalbum veröffentlicht hat, bekommen sie einen Sohn namens Saint. Gloria versöhnt sich mit ihrer Tochter und ihren Schwiegereltern und bringt so die gesamte Familie wieder zusammen. Ethan stirbt eines natürlichen Todes, umgeben von Max und dem Rest seiner Familie. Max altert und stirbt später ebenfalls, während er von CJ getröstet wird. Die Schlussszene zeigt Bailey, wie er über die Wiese rennt und sich durch seine früheren Inkarnationen zurückverwandelt, bevor er die Regenbogenbrücke überquert und sich mit Ethan im Himmel wiederfindet.

## Synchronisation
Die deutschsprachige Synchronisation entstand bei der Interopa Film in Berlin nach einem Dialogbuch von Pierre Peters-Arnolds, der auch die Dialogregie übernahm.
- Max Felder: Bailey, Molly, Big Dog und Max
- Jan Spitzer: Ethan Montgomery
- Maud Ackermann: Hannah
- Marlene Schick: CJ (Teenager)
- Lea Kalbhenn: CJ (Erwachsene)
- Erik Bach: Trent (Teenager)
- Amadeus Strobl: Trent (Erwachsene)
- Mareile Moeller: Gloria
- Sebastian Kluckert: Shane
- Christina Wöllner: Liesl
- Uve Teschner: Big Joe
- Ann Vielhaben: Andi

## Veröffentlichung
Der Film wurde von Universal Pictures am 17. Mai 2019 in den USA veröffentlicht. Im August wurde der Film auf Blu-ray, DVD und On-Demand von Universal Pictures Home Entertainment veröffentlicht.